# Friederich Ehbisch
 Denne artikel bør gennemlæses af en person med fagkendskab for at sikre den faglige korrekthed.

(Johan) Friederich Ehbisch (født ca. 1672 i København, død 6. maj 1748) var en dansk billedhugger, søn af mester Hans Ehbisch, dronning Sophie Amalies urtegårdsmand.
Om hans ungdom og uddannelse i vides intet. Næsten lige fra det 18. århundredes begyndelse arbejdede han for kongen og var fra omkring 1719 kgl. hofbilledhugger. Han arbejdede dels i egetræ, dels i stuk, bremersten og bly, dog også i marmor og alabast. Ehbischs værker var i overdådig barokstil, og deres tekniske udførelse fortræffelig.
Mange af hans værker er gået til, men en del kan endnu ses: Ritmester Levetzaus prægtige gravmæle af marmor og alabast i Tjele Kirke, alter og prædikestol i Trinitatis Kirke i København, alter, prædikestol, kongestol, døbefont i Fredensborg Slotskirke o.a.
Også det herlige stukkaturloft i riddersalen på Rosenborg er gjort af Ehbisch, hans svende og medarbejdere. Skønt Ehbisch lige til sin død havde arbejde hos kongen, sad han dog bestandig i trange kår, særlig efter at hans lille hus var gået til grunde i Københavns brand 1728.
Han er begravet i Sankt Petri Kirke.